# Roger Grosjean
Pour les articles homonymes, voir Grosjean.
Roger Grosjean, né le 25 juillet 1920 à Chalon-sur-Saône (Saône-et-Loire) et mort le 7 juin 1975 à Ajaccio, est un archéologue français spécialiste de la préhistoire corse.

## Pilote de chasse
Roger Grosjean passe sa jeunesse dans le Nord de la France (Lunéville, Briey, Lille) et à Paris. Il fait ses études secondaires à Paris, puis des études de droit à Lille.

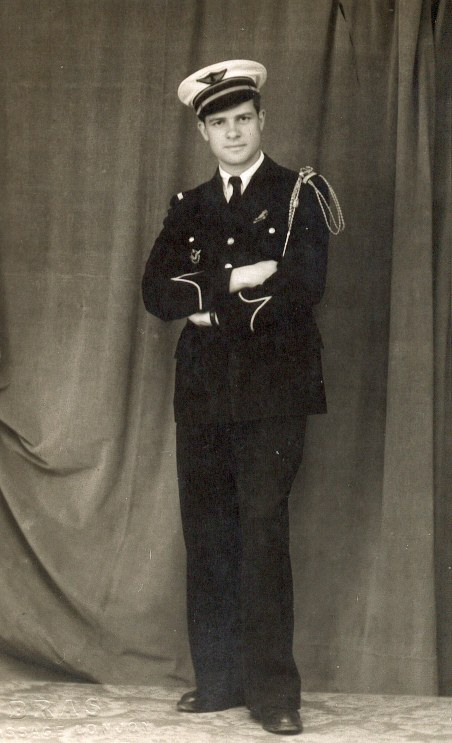
Roger Grosjean en 1940.

Dès 1938, il obtient son brevet de pilote civil. En 1939, il devient pilote de chasse de l'Armée de l'air et appartient, entre autres, au groupe de chasse 2/1 jusqu'à sa démobilisation en 1942. Il participe à la campagne de France, il est blessé par des éclats de DCA sur son Morane 406 puis s'accidente sévèrement en 1941 à la suite d'une panne moteur sur son Bloch MB 152 (convalescence en 1942).
Afin de rejoindre les Forces françaises libres en Angleterre, il fait croire aux Allemands qu'il est prêt à espionner pour leur compte s'ils l'aident à passer en Espagne. De là, il se fait évacuer par les Anglais et lorsqu'il atteint l'Angleterre, il révèle le stratagème.
Il rejoint les FAFL en août 1943 et intègre l'état-major au Deuxième Bureau et au bureau « chiffre ». Tout en rendant service aux services secrets anglais (MI5) sous le pseudonyme « Fido » et dans le système Double Cross.
En fin d'année 1943, Roger Grosjean rencontre Angela Xarifa Cross (1921-2009). Pour officialiser leur union, elle prend le nom de : Sallie Henriette Grosjean,, deux enfants viennent au monde : Brigitte (1944-) et François (1946-) et ils se séparent en 1947.
Roger Grosjean participe à l'effort de guerre français en travaillant au 2e bureau (sous le pseudonyme de François Perrin à partir de juillet 1944 et pour un an à Alger) des FAFL où il est promu lieutenant. Pour ses faits de guerre, il reçoit un certain nombre de décorations dont la Légion d'honneur et la Médaille commémorative des services volontaires dans la France libre. Après un passage à la base aérienne de Meknès (Maroc) de juillet à décembre 1944, il est affecté à la base aérienne de Lille puis au ministère de l'Air à Paris en 1945 et 1946. Il quitte l'Armée de l'air en 1946.

## Décorations
- Chevalier de la Légion d'honneur[4].
- Croix de guerre 1939-1945[4].
- Médaille de la Résistance française[4].

## Archéologue
Après la guerre, en 1948, il s'initie à l'archéologie préhistorique, notamment avec l'abbé Breuil et Raymond Vaufrey, et entre au Centre national de la recherche scientifique (CNRS) en 1954 où il demande un poste en Corse. Sa première mission est de recenser et fouiller les sites, gisements et monuments pré- et protohistoriques de l'île et d'établir une classification des civilisations et cultures concernées,.
L'ethnologue Dorothy Carrington l'accompagne à Filitosa non loin de Propriano où Charles-Antoine Cesari a fait la découverte de ce site exceptionnel. Ce dernier attend l'arrivée d'un archéologue depuis 1946 pour y effectuer des fouilles. Dès 1955, Roger Grosjean y commence une campagne de fouilles qui va durer dix-huit ans en tout. Il y découvre la statue-menhir Filitosa V ainsi que le monument central qui comporte plusieurs autres statues-menhirs, dont la célèbre Filitosa IX. La nouvelle fait sensation bien au-delà de la Corse.
Dès 1957, et les années suivantes, Roger Grosjean ouvre des chantiers de fouilles sur d'autres sites : Foce, Balestra, Torre, Cucuruzzu (dans l'Alta Rocca, dont la fouille est reprise par l'un de ses collaborateurs, François de Lanfranchi), Tappa… Grâce à son travail acharné et à ses réussites, il est nommé chargé de recherche au CNRS et plus tard, directeur de recherche. À partir de 1964, il occupe également le poste de directeur du Centre de préhistoire corse.
En 1964, il entreprend une campagne de fouilles sur le plateau de Cauria où découvre plusieurs statues-menhirs. En 1967, il commence des fouilles à Araghju, un monument torréen important. Ses travaux sur les statues-menhirs du groupe corse et sur les sites torréens, le conduise à développer la théorie de l'invasion shardanes pour expliquer l'origine de ces monuments en Corse. Selon cette théorie, les statues-menhirs et les sites torréens de Corse seraient les témoins du conflit qui aurait opposé la population autochtone à des envahisseurs, d'origine shardane, qui, après leur défaite vers 1200 av. J.-C. face à Ramsès III, se seraient dispersés sur les rivages de la Méditerranée, notamment en Corse et en Sardaigne. Cette thèse, critiquée dès son origine, mais qui connaît un grand succès à une période où les théories expansionnistes sont très en vogue pour expliquer les évolutions historiques, n'est définitivement abandonnée par la communauté scientifique qu'au début des années 1990, à la suite notamment des travaux de Gabriel Camps.
Son livre, La Corse avant l'histoire, sort en 1966 et cette même année, il accueille à Ajaccio le 18e Congrès préhistorique de France, dont il est le secrétaire général. En 1968, il devient le président de la Société préhistorique française et, dans son discours inaugural, il fait rejaillir l'honneur qui lui est conféré sur la Corse.
En 1970, il prend possession du Centre de préhistoire corse, un musée-dépôt à Sartène qui comprend une partie recherche et une partie publique. (Cette structure devient en 1977 le musée départemental de préhistoire corse et d'archéologie de Sartène). C'est en y travaillant en mai 1975 qu'il est victime d'un sévère infarctus. Il meurt à Ajaccio quelques semaines plus tard, à l'âge de 54 ans.
En l'espace d'une vingtaine d'années, Roger Grosjean mène des fouilles sur une trentaine de sites corses, comprenant des monuments torréens, dolmens, statues-menhirs, abris sous roche, coffres mégalithiques et sépultures. Ses nombreux écrits — livres, plaquettes, articles, chapitres, notes, réflexions — sont répertoriés par Roger Joussaume en 1975 dans le Bulletin de la Société préhistorique française.

## Publications
Liste non exhaustive des publications scientifiques.
Ouvrages
- [1961]   Filitosa et son contexte archéologique. Monuments et Mémoires Piot, 1961, T. 52 - Paris, PUF.
- [1966]   La Corse avant l’histoire, 1966, Paris, Klincksieck.
- [1975]   Torre et Torréens : Âge du bronze de l'île de Corse. Collection: Promenades archéologiques, 3. Centre de préhistoire corse, 1975.

Articles
- [1955]   Les statues-menhirs de la Corse, vol. I. Études corses, 1955, pp. 7-8 et 5-36.
- [1964]   Le complexe torréen fortifié de Cucuruzzu (Levie, Corse). Première campagne de fouilles 1963. Bulletin de la société préhistorique française, 1964, LXI, 1, 185-194.
- [1966]   (en) Recent work in Corsica. Antiquity, 1966, XL, 159, 190-198.
- [1967]   Le complexe monumental fortifié torréen du Castello d'Araggio (Commune de San-Gavinodi-Garbini. Corse). Bulletin de la société préhistorique française, 1967, LXV, 9, cclvj-cclcvij.
- [1968]   Nouvelles statues-stèles découvertes en Corse. Bulletin de la société préhistorique française, 1968, LXV, 8, 195-198.
- [1968] « Séance du 25 janvier 1968 : Discours inaugural du président entrant, Roger Grosjean », Bulletin de la Société préhistorique française, Paris, Société préhistorique française, vol. 1, no 65,‎ 1968, p. 6-11 (ISSN 0249-7638, lire en ligne sur Persée, consulté le 16 juillet 2025).
- [1972]   Les alignements de Pagliaiu (Sartène, Corse). Bulletin de la société préhistorique française, 1972, LXIX, 2, 607- 617.